# Armorial des ducs de l'Empire
Cet article présente et décrit les armoiries des ducs sous le Premier Empire.

## Duchés grands-fiefs
Créés par décrets du 30 mars 1806, les duchés grands-fiefs sont tous sis en dehors de l'Empire, mais ne comportent aucun droits de souveraineté.

### Duchés grands-fiefs sis dans leroyaume d'Italie
| Figure | Nom du duc et blasonnement |
| ------ | --- |
|        | Jean-Thomas (ou Jean Toussaint) Arrighi de Casanova (8 mars 1778 - Corte ✝ 22 mars 1853 - Paris), général de brigade (sur le champ de bataille de Friedland (14 juin 1806), général de division (25 mai 1809), 1er duc de Padoue et de l'Empire (décret de l’Empereur du 19 mars 1808, et lettres patentes du 24 avril 1808), légionnaire (19 frimaire an XII), puis officier (25 prairial an XII), puis commandant (4 frimaire an XIV), puis grand officier de la Légion d'honneur, grand-croix de l'ordre de la Réunion (1813), commandeur de l'ordre de la Couronne de fer (1813), chevalier de l'ordre royal et militaire de Saint-Louis (1814), pair de France (2 juin 1815 (Cent-Jours)), Écartelé : aux 1 et 4, d'argent, à une croix treillissée d'azur ; aux 2 et 3, d'or, à un sphinx de sable, couché sur une base de gueules, tenant un étendard turc à trois queues de cheval, posé en barre, de sable ; au chef des ducs de l'Empire brochant., |
|        | Gérard Christophe Michel Duroc (25 octobre 1772 - Pont-à-Mousson ✝ 23 mai 1813 - Niedermarkersdorf (bataille de Bautzen)), général de brigade (13 octobre 1801), général de division (27 août 1803), 1er duc de Frioul et de l'Empire (décret de l’Empereur du 19 mars 1808, et lettres patentes du 14 novembre 1808), commandant (19 frimaire an XII), puis grand officier (25 prairial an XII), puis grand aigle de la Légion d'honneur (13 pluviôse an XIII), grand-croix de l'ordre de la Fidélité de Bade, grand-croix de l'ordre de l'Aigle noir de Prusse (25 prairial an XIII), grand-croix de l'ordre de l'Aigle rouge, grand-croix de l'Ordre impérial de Léopold d'Autriche (1809), Commandeur de l'Ordre de la Couronne de fer (21 décembre 1807), sénateur (5 avril 1813), Grand officier (21 messidor an XII), puis Grand maréchal du palais (début an XIII (1804)), Écartelé : aux premier et quatrième d'or au château de trois tours donjonnées de gueules, fermées, ajourées et girouettées de sable ; aux deuxième et troisième d'azur au cavalier armé de toutes pièces, tenant de la dextre un sabre nu, le tout d'argent ; sur le tout de sinople, au rocher d'or mouvant de la pointe, surmonté en chef d'une étoile d'artent ; au chef des ducs de l'Empire brochant., |
|        | Anne Jean Marie René Savary (26 avril 1774 - Marcq (Ardennes) ✝ 2 juin 1833 - Paris), commandant de la gendarmerie d'élite attaché à la protection du premier Consul (18 fructidor an IX (septembre 1801)), général de brigade (29 août 1803), général de division (12 pluviôse an XIII (février 1805)), ministre de la Police (1810-1814), 1er duc de Rovigo et de l'Empire (février 1808), commandant (19 frimaire an XII), puis grand officier (8 février 1806), puis grand aigle de la Légion d'honneur (22 février 1806), chevalier de l'ordre de la Couronne de fer (23 décembre 1807), sénateur (5 avril 1813), pair de France (2 juin 1815 (Cent-Jours)), D'azur, au chevron d'or, accompagné en chef de deux molettes d'éperon d'argent et en pointe d'un sabre de cavalerie posé en pal d'argent ; au chef des ducs de l'Empire brochant., |
|        | Armand Augustin Louis de Caulaincourt (9 décembre 1773 - Caulaincourt (Aisne) ✝ 19 février 1827 - Paris), général de brigade (11 fructidor an XI (29 août 1803)), général de division (1er février 1805), 1er duc de Vicence et de l'Empire (7 juin 1808), 5e marquis de Caulaincourt (28 octobre 1808), officier (19 frimaire an XII (3 décembre 1803)), puis commandant (25 prairial an XII (14 juin 1804)), puis grand officier (12 pluviôse an XIII (31 janvier 1805)), puis grand aigle de la Légion d'honneur (décret du même jour :12 pluviôse an XIII (31 janvier 1805)), grand-croix des ordres de Saint-Hubert de Bavière (20 prairial an XIII (9 juin 1805)), de la Fidélité de Bade (1806), de la Couronne de Saxe, de Saint-André de Russie (13 octobre 1808), de l'ordre impérial de Léopold d'Autriche, sénateur (5 avril 1813), grand écuyer de l'Empire (10 juillet 1804), grand maréchal du palais (25 mai 1813 - novembre 1813), pair de France (2 juin 1815 (Cent-Jours)), De sable coupé d'or, l'or chargé d'un sauvage de gueules, appuyé sur une massue de sable et tenant sur le poing dextre un coq du même ; au chef des ducs de l'Empire brochant., |
|        | Nicolas Jean-de-Dieu Soult (29 mars 1769 - Saint-Amans-la-Bastide ✝ 26 novembre 1851 - château de Soult-Berg, Saint-Amans-la-Bastide), général de brigade (11 octobre 1794), puis général de division (21 avril 1799), maréchal d'Empire (19 mai 1804), 1er duc de Dalmatie et de l'Empire (29 juin 1808), légionnaire (11 décembre 1803), puis, grand officier (25 prairial an XII (14 juin 1804), chef de la 4e cohorte), puis, grand aigle de la Légion d'honneur (décret du 12 pluviôse an XIII (1er février 1805)), commandeur de l'ordre royal et militaire de Saint-Louis (24 septembre 1814), commandeur de l'ordre du Saint-Esprit (30 mai 1825), grand-croix de l'ordre royal de Léopold, de l'ordre du Sauveur, de l'ordre de la Toison d'or, de l'ordre de Saint-Hubert de Bavière, pair de France (2 juin 1815 (Cent-Jours), duc et pair (5 novembre 1827, lettres patentes du 8 octobre 1828), D'or, à l'écusson de gueules, chargé de trois têtes de léopards du premier posées 2 et 1 ; au chef des ducs de l'Empire brochant., |
|        | Bon Adrien Jeannot de Moncey (31 juillet 1754 - Moncey ✝ 20 avril 1842 - Paris), général de brigade (18 février 1794), général de division (9 juin 1794), maréchal de l'Empire (19 mai 1804, destitué le 29 août 1815, réintégré le 14 juillet 1816), 1er duc de Conegliano et de l'Empire (2 juillet 1808, déchu de son titre (1815), réintégré dans le titre de son duché le 5 mars 1816), grand-croix de la Légion d'honneur (2 février 1805, chef de la 11e cohorte), grand dignitaire de l'ordre de la Couronne de fer, chevalier (2 juin 1814), puis, grand-croix de l'ordre royal et militaire de Saint-Louis (1823), chevalier de l'ordre du Saint-Esprit (30 septembre 1820), grand-cordon de l'ordre de Saint-Vladimir de première classe (février 1824), pair de France (4 juin 1814, révoqué par l'ordonnance du 24 juillet 1815, réintégré le 5 mars 1819, pair des Cent-Jours (2 juin 1815), D'azur, à une main dextre d'or en fasce, ailée d'argent, tenant une épée en pal du même ; au chef des ducs de l'Empire brochant., |
|        | Adolphe Édouard Casimir Joseph Mortier (13 février 1768 - Le Cateau-Cambrésis ✝ 28 juillet 1835 - Paris), général de brigade (23 février 1799), général de division (25 septembre 1799), maréchal de l'Empire (19 mai 1804), 1er duc de Trévise et de l'Empire (2 juillet 1808), grand aigle de la Légion d'honneur (1805, chef de la 2e cohorte), chevalier (2 juin 1814), puis grand-croix de l'ordre royal et militaire de Saint-Louis (1820), commandeur de l'ordre du Saint-Esprit (1825), grand cordon de l'ordre du Christ de Portugal (1805), pair de France (4 juin 1814, 2 juin 1815 (Cent-Jours), annulé le 24 juillet 1815, Baron Mortier et Pair de France (5 mars 1819, lettres patentes du 16 juillet 1824)), Écartelé, aux 1 et 4, d'or a buste de cheval de sable, celui du premier quartier contourné; au 2, d'azur au dextrochère d'or, armé de toutes pièces et tenant une épée haute d'argent; au 3, d'azur au senextrochère d'or, armé de toutes pièces, et tenant une épée haute d'argent ; au chef des ducs de l'Empire brochant., |
|        | Claude-Victor Perrin (7 décembre 1764 - Lamarche (Vosges) ✝ 1er mars 1841), général de brigade (à titre provisoire le 20 décembre 1793, confirmé par arrêté du gouvernement du 25 prairial an III), général de division (18 janvier 1797), maréchal d'Empire (13 juillet 1807, 19e dans l'ordre), 1er duc de Bellune et de l'Empire (10 septembre 1808), légionnaire (dans la 5e cohorte, le 19 frimaire an XII (3 décembre 1803)), puis grand officier (25 prairial an XII (14 juin 1804)), puis grand-croix de la Légion d'honneur (15 ventôse an XIII), chevalier (2 juin 1814), puis commandeur (1816), puis grand-croix de l'ordre royal et militaire de Saint-Louis (1816), chevalier commandeur de l'ordre du Saint-Esprit, pair de France (17 août 1815, duc et pair le 31 août 1817, sans majorat ni [lettres patentes]), Parti : au 1, d'azur, à un dextrochère, gantelé et brassardé d'argent, jointé, paré et cloué d'or, mouvant du flanc et tenant une épée d'argent, garnie d'or ; au 2, d'or, au lion de sable, à la fasce de gueules, brochant sur le lion ; au chef des ducs de l'Empire brochant., |
|        | Jean-Baptiste Bessières 6 août 1768 - Prayssac, en Quercy † 1er mai 1813 - Rippach, près de Weißenfels, pendant la préparation de la bataille de Lützen), général de brigade (18 juillet 1800), puis général de division (13 septembre 1802), Maréchal d'Empire (18 mai 1804), 1er duc d'Istrie et de l'Empire (mai 1809), grand officier (25 prairial an XII (14 juin 1804)), puis grand aigle de la Légion d'honneur (2 février 1805), commandeur de l'ordre de la Couronne de fer, chevalier de l'ordre de l'Aigle d'or de Wurtemberg, grand-croix de l'ordre de Saint-Henri de Saxe, et de l'ordre impérial de Léopold d'Autriche, chevalier de l'ordre du Christ de Portugal Écartelé : au I, d'azur, au lion rampant d'or ; au II, d'argent, à l'épervier essorant de sable ; au III, d'or, à la tour d'azur, ouverte de sable ; au IV, de gueules, au renard passant d'or ; au chef des ducs de l'Empire brochant., |
|        | Jean-Baptiste Nompère (4 août 1756 - Roanne ✝ 4 août 1756 - Paris), major de vaisseau (mai 1786), député de la noblesse du Forez aux États généraux de 1789, Conseiller d'État (1800), ambassadeur à Vienne (1801), ministre de l'Intérieur (1804-1807), ministre des relations extérieures (1807-1814), sénateur (5 avril 1813), contre-amiral en retraite (première Restauration), comte de Champagny et de l'Empire (24 avril 1808), 1er duc de Cadore et de l'Empire (15 août 1809), chevalier de Saint-Louis (12 avril 1782), légionnaire (9 vendémiaire an XII (1803)), puis grand aigle de la Légion d'honneur (1805), grand chancelier de l'Ordre de la Réunion (1811), pair de France (4 juin 1814, 2 juin 1815 (Cent-Jours), révoqué le 24 juillet 1815, duc et pair le 5 mars 1819, lettres patentes du 24 avril 1820), Commandeur de l'ordre royal de la Couronne de fer, grand dignitaire de l'ordre des Deux-Siciles, grand-croix des ordres de Saint-André de Russie, de l'Aigle noir et de l'Aigle rouge de Prusse, de la Fidélité de Bade, de Hesse-Darmstadt et de Saint-Joseph de Wurtzbourg,, D'azur, à trois chevrons alésés d'or ; au chef des ducs de l'Empire brochant., |
|        | Henri Jacques Guillaume Clarke (17 octobre 1765 - Landrecies ✝ 28 octobre 1818 - Neuwiller), général de brigade (19 mai 1793), général de division (7 décembre 1795), maréchal de France (3 juillet 1816), ministre de la guerre (1807-1814, mars 1815, mars 1815 - juillet 1815 dans le gouvernement, en exil à Gand, de Louis XVIII, 1815-1817), comte de Hunebourg et de l'Empire (24 avril 1808), 1er duc de Feltre et de l'Empire (15 août 1809), légionnaire (9 ventôse an XII), puis commandeur (25 prairial an XII), puis grand officier (8 février 1806), puis grand aigle de la Légion d'honneur (14 août 1815), grand-croix de l'ordre de la Fidélité de Bade, pair de France (4 juin 1814, duc-pair héréditaire le 31 août 1817, ordonnance du 11 juin 1819, sans majorat), De gueules, à trois épées hautes en pal d'argent, montées d'or et rangées en fasce ; au chef des ducs de l'Empire brochant., |
|        | Hugues-Bernard Maret (22 juillet 1763 - Dijon ✝ 13 mai 1839 - Paris), ministre des Affaires étrangères, ministre plénipotentiaire à Naples (juillet 1793), secrétaire d'État (sous le Consulat), ministre des Relations extérieures (17 avril 1811 - 19 novembre 1813), ministre-secrétaire d'État (1813), président du Conseil des ministres (10 novembre 1834 - 18 novembre 1834), comte de l'Empire (3 mai 1809), 1er duc de Bassano et de l'Empire (15 août et 29 septembre 1809), légionnaire (9 vendémiaire an XII), puis, grand officier (25 prairial an XII), puis, grand aigle de la Légion d'honneur (2 février 1805), pair de France (2 juin 1815 (Cent-Jours), 19 novembre 1831), - - Armes de comte de l'Empire : De gueules, au dextrochère d'or, écrivant avec une épée d'argent, garnie d'or ; au chef parti de deux traits : 1, des Comtes Ministres ; 2, tiercé en pal d'or, de gueules et d'argent ; 3, d'or, à une tour de sable, accostée de deux lions du même. - Armes de duc de l'Empire : Coupé: au 1, tiercé en pal : d'or, de gueules et d'argent, le franc-quartier de comte ministre brochant sur l'or au neuvième de l'écu ; au 2, de gueules, à une main ailée d'or, écrivant avec une épée d'argent sur le tout d'argent à une colonne de granit, accostée de deux lions affrontés de gueules, et sommée d'une couronne civique de chêne, au naturel ; au chef des ducs de l'Empire brochant., Devise: Quod non deloeverit oetas. |

### Duché grands-fiefs sis dans laprincipauté de Lucca-Piombino
| Figure | Nom du duc et blasonnement |
| ------ | --- |
|        | Claude Ambroise Régnier (6 avril 1746 - Blâmont ✝ 24 juin 1814 - Paris, inhumé au Panthéon (caveau III)), juriste, avocat au parlement, député du tiers-état aux États généraux de 1789, député de la Meurthe (23 vendémiaire an IV : 15 octobre 1795), puis, secrétaire (2 frimaire an IV : 23 novembre 1795), puis, président (1er ventôse an IV : 20 février 1796) du Conseil des Anciens, Sénateur et au Conseiller d'État (4 nivôse an VIII : 25 décembre 1799), Garde des Sceaux (27 fructidor an X (14 septembre 1802) - 20 novembre 1813), Ministre de la Police (27 fructidor an X (14 septembre 1802) - 10 juillet 1804), ministre d'État et président du Corps législatif (1813), comte Régnier et de l'Empire (24 avril 1808), 1er duc de Massa et de l'Empire (15 août 1809), légionnaire (9 vendémiaire an XII), puis, grand officier (25 prairial an XII), puis, grand aigle de la Légion d'honneur (9 pluviôse an XIII), - - Armes de comte de l'Empire : D'hermine, à la fasce de sable, chargé de trois alérions d'or ; au canton des Comtes Ministres brochant. - Armes de duc de l'Empire : D'hermine, à la fasce de sable, chargé de trois alérions d'or ; au chef de gueules, semé d'étoiles d'argent., |

### Duchés grands-fiefs sis dans leroyaume de Naples
| Figure | Nom du duc et blasonnement |
| ------ | --- |
|        | Étienne Jacques Joseph Macdonald (17 novembre 1765 à Sedan ✝ 25 septembre 1840, château de Courcelles-le-Roy, à Beaulieu-sur-Loire (Loiret)), général de brigade (26 août 1793), général de division (28 novembre 1794), maréchal d'Empire (12 juillet 1809), 1er duc de Tarente et de l'Empire (9 décembre 1809), légionnaire (23 vendémiaire an XII : 16 octobre 1803), puis grand officier (25 prairial an XII : 14 juin 1804), puis grand aigle de la Légion d'honneur (14 août 1809), grand chancelier de la Légion d'honneur (2 juillet 1815), chevalier (2 juin 1814), puis commandeur (5 octobre 1815), puis grand-croix de l'ordre royal et militaire de Saint-Louis (1820), chevalier-commandeur de l'ordre du Saint-Esprit (septembre 1820), pair de France (4 juin 1814, duc et pair le 31 août 1817, lettres patentes du 18 février 1818), Écartelé : au 1, d'argent, au lion de gueules ; au 2, d'or, à un dextrochère, armé de gueules, tenant une croix recroisettée au pied fiché du même ; au 3, d'or, à une galère de sable, pavillonnée et girouettée de gueules ; au 4, de sinople, au saumon d'argent ; au chef des ducs de l'Empire brochant., |
|        | Martin Michel Charles Gaudin (16 janvier 1756 - Saint-Denis ✝ 5 novembre 1841 - Gennevilliers), ministre des Finances (20 brumaire an VIII (11 novembre 1799) - 1er avril 1814, 20 mars - 22 juin 1815), pair de France (2 juin 1815 (Cent-Jours)), comte Gaudin et de l'Empire (26 avril 1808), et duc de Gaète (15 août 1809), légionnaire (9 vendémiaire an XII), puis grand officier (25 prairial an XII), puis grand aigle de la Légion d'honneur (13 pluviôse an XIII), D'or, au pal d'azur chevronné d'or dans une bordure d'azur semée de besants d'or et d'argent alternatifs, canton des comtes ministres ; au chef des ducs de l'Empire brochant., |
|        | Joseph Fouché (21 mai 1759 - Le Pellerin ✝ 26 décembre 1820 - Trieste, Italie), Sénateur (28 fructidor an X : Sénatorerie d'Aix), ministère de la Police (1799-1802, 1804- 1810, 20 mars - 22 juin 1815, 7 juillet - 26 septembre 1815), Ministère de l'Intérieur (29 juin - 1er octobre 1809), 1er comte Fouché et de l'Empire (24 avril 1808), 1er duc d'Otrante et de l'Empire (15 août 1809), - - Armes du comte Fouché et de l'Empire : D'azur, à une colonne d'or, accolée d'un serpent du même, accompagné de cinq mouchetures d'hermine d'argent (2, 2 et 1) ; au canton des Comtes Ministres. - Armes du Duc d'Otrante : D'azur à la colonne d'or, accolée d'un serpent du même, semé de cinq mouchetures d'hermine d'argent, deux deux, et une ; au chef des ducs de l'Empire brochant., |
|        | Nicolas Charles Oudinot (25 avril 1767 - Bar-le-Duc † 13 septembre 1847 - Paris, inhumé aux Invalides), général de brigade (à titre provisoire le 14 juin 1794, confirmé le 13 juin 1795), général de division (12 avril 1799), maréchal de l'Empire (12 juillet 1809), comte Oudinot et de l'Empire (décret du 19 mars 1808, lettres patentes du 2 juillet 1808), puis 1er duc de Reggio et de l'Empire (14 avril 1810), légionnaire (11 décembre 1803), puis, grand officier (11 juin 1804), puis, grand aigle de la Légion d'honneur (6 mars 1805), grand chancelier de l'ordre de la Légion d'honneur (17 mai 1839 - 21 octobre 1842), chevalier de l'ordre de la Couronne de fer, chevalier (2 juin 1814), puis, commandeur (24 septembre 1814), puis, grand-croix de l'ordre royal et militaire de Saint-Louis (3 mai 1816), chevalier de l'ordre du Saint-Esprit (30 septembre 1820), grand-croix de l'ordre militaire de Maximilien-Joseph de Bavière, commandeur de l'ordre militaire de Saint-Henri de Saxe, pair de France (4 juin 1815 (Première Restauration), 24 juillet 1815 (Seconde Restauration), duc et pair le 31 août 1817 mais sans majorat ni lettres patentes, il eut rang de baron), membre du Conseil privé (19 septembre 1815), - - Armes de comte de l'Empire : De gueules, au lion d'or, tenant un grenade du même, à trois étoiles d'argent en chef ; au canton des Comtes Militaires de l'Empire brochant. - Armes du 1er Duc de Reggio et de Reggio et de l'Empire : Parti : 1, de gueules, à trois casques d'argent ; 2, d'argent, au lion de gueules, tenant une grenade de sable enflammée de gueules ; au chef des Ducs de l'Empire brochant., |

## Titre de victoire
| Figure | Nom du duc et blasonnement |
| ------ | --- |
|        | François Joseph Lefebvre (25 octobre 1755 - Rouffach ✝ 14 septembre 1820 - Paris), général de brigade (2 décembre 1793), général de division (10 janvier 1794), maréchal de l'Empire (19 mai 1804), duc de Dantzig et de l'Empire (titulaire du premier titre de noblesse d'Empire délivré par l'Empereur, décret du 28 mai 1807, lettres patentes du 10 septembre 1808), légionnaire (1803), puis grand officier (1804), puis grand aigle de la Légion d'honneur (30 janvier 1805, chef de la 5e cohorte), chevalier de Saint-Louis (2 juin 1814), Grand-croix de l'ordre de Saint-Henri de Saxe, Parti : au 1, d'azur, à un dextrochère, cuirassé d'argent, tenant une épée du même, garnie d'or ; au 2, d'or, à la fasce de sinople, chargé de deux hommes passants, conduisant chacun une femme, le tout d'argent, la fasce accompagnée en chef d'un vol de sable, et en pointe d'une croix pattée alésée du même ; au chef des ducs de l'Empire brochant., |
|        | Louis Nicolas Davout (10 mai 1770 - Annoux ✝ 1er juin 1823 - Paris), général de brigade (25 juillet 1793), général de division (5 juillet 1800), maréchal de l'Empire (29 floréal an XII : 19 mai 1804), Seigneur de Łowicz (30 juin 1807), 1er duc d'Auerstaedt et de l'Empire (2 juillet 1808, lettres patentes du 8 juillet 1808), 1er prince d'Eckmühl et de l'Empire (15 août 1809, lettres patentes signées au palais de Schönbrunn), légionnaire (19 frimaire an XII : 11 décembre 1803), puis grand officier (25 prairial an XII : 14 juin 1804, et chef de la 6e cohorte), puis grand aigle de la Légion d'honneur (13 pluviôse an XIII : 2 février 1805), chevalier de l'ordre de la Couronne de fer, chevalier de Saint-Louis (10 février 1819), Grand-croix des Ordres du Christ du Portugal (28 février 1806), grand-croix de Saint-Henri de Saxe (16 avril 1808), de Saint-Etienne de Hongrie (4 avril 1810), de l'Éléphant du Danemark, Grand dignitaire du duché de Varsovie (17 avril 1809), pair de France (2 juin 1815 (Cent-Jours), duc et pair le 5 mars 1819, lettres patentes du 15 février 1823), D'or, à deux lions léopardés rampants de gueules, tenant de la patte dextre une lance polonaise de sable, l'un en chef à dextre, et le second contourné en pointe à sénestre, bordure componée d'or et de gueules ; au chef des ducs de l'Empire brochant.Devises: 1° JUSTUM ET TENACEM; 2° VIRTUTI PRO PATRIA,. |
|        | André Masséna (6 mai 1758 - Nice † 4 avril 1817 - Paris), général de brigade (22 août 1793), général de division (20 décembre 1793), général en chef de l'armée du Danube et d'Helvétie (1799), maréchal de l'Empire (29 floréal an XII : 19 mai 1804), 1er Duc de Rivoli et de l'Empire (24 avril 1808), 1er prince d'Essling et de l'Empire (31 janvier 1810), grand aigle de la Légion d'honneur (10 pluviôse an XIII, chef de la 14e cohorte), commandeur de Saint-Louis (1814), pair de France (2 juin 1815 (Cent-Jours)), D'or, à la victoire de carnation ailée tenant d'une main une palme, et de l'autre une couronne d'olivier de sinople, accompagnée en pointe d'un chien couché de sable ; au chef des ducs de l'Empire brochant. Timbre: couronne de prince. Supports: deux lions couronnés. Devise: VICTOR ET FIDELIS,. |
|        | Charles Pierre François Augereau (21 octobre 1757 - Paris ✝ 12 juin 1816 - La Houssaye-en-Brie (Seine-et-Marne)), général de brigade (27 septembre 1793), général de division (23 décembre 1793), maréchal de l'Empire (29 floréal an XII : 19 mai 1804), duc de Castiglione et de l'Empire (lettres patentes du 26 avril 1808), grand officier (29 floréal an XII, chef de la 15e cohorte), puis grand aigle de la Légion d'honneur (1805), chevalier de Saint-Louis (2 juin 1814), grand-croix de l’ordre de Charles III d’Espagne, pair de France (4 juin 1814), D'azur, au lion léopardé d'or, couronné du même ; au chef des ducs de l'Empire brochant., |
|        | François Christophe Kellermann (28 mai 1735 - Strasbourg ✝ 13 septembre 1820 - Paris), maréchal de camp (9 mars 1788), lieutenant général (9 février 1792), maréchal de l'Empire (29 floréal an XII : 19 mai 1804), 1er duc de Valmy et de l'Empire (mai 1808, doté du riche domaine Johannisberg), grand officier (1802), puis grand aigle de la Légion d'honneur (1er février 1806), chevalier (1771), puis commandeur (1792), puis grand-croix de l'ordre royal et militaire de Saint-Louis (1814), grand-croix des ordres de l'Aigle d'or de Wurtemberg (1807), de la Fidélité de Bade, et de Hesse, sénateur (3 nivôse an VIII, président le 2 août 1801, sénatorerie de Colmar), pair de France (4 juin 1814, 2 juin 1815 (Cent-Jours), duc et pair le 31 août 1817, lettres patentes du 20 décembre 1817, sans majorat), Coupé : au 1, de gueules, à un croissant versé d'argent ; au 2, d'argent, à trois pics de rocher de sinople, surmontés chacun d'une étoile de gueules ; au chef des ducs de l'Empire brochant., |
|        | Michel Ney (10 janvier 1769 - Sarrelouis (Lorraine) ✝ 7 décembre 1815 - fusillé à Paris, place de l'Observatoire), général de brigade (1er août 1796), général de division (28 mars 1799), général en chef de l'armée du Danube en remplacement de Masséna, maréchal de l'Empire (29 floréal an XII : 19 mai 1804), 1er duc d'Elchingen et de l'Empire (6 juin 1808), 1er prince de la Moskowa et de l'Empire (lettres patentes du 25 mars 1813), grand aigle de la Légion d'honneur (10 pluviôse an XIII : 30 janvier 1805, chef de la 7e cohorte), chevalier de Saint-Louis (1er juin [1815]), grand-croix de l'ordre du Christ du Brésil (28 février 1806), pair de France (4 juin 1814, 2 juin 1815, (Cent-Jours)), D'or bordé d'azur, en cœur un écu du second, chargé d'un orle du champ, accosté de deux mains addossées, vêtues de sable, tenant des badelaires d'argent ; au chef des ducs de l'Empire brochant., |
|        | Jean Lannes (10 avril 1769 - Lectoure ✝ 31 mai 1809 - Ebersdorf après la bataille d'Essling du 22 mai où il fut blessé à la fin des combats), général de brigade de cavalerie (nommé par le général Bonaparte à titre provisoire en septembre 1796, confirmé par le Directoire exécutif le 17 mars 1797), général de division (nommé par le général Bonaparte à titre provisoire le 10 mai 1799, confirmé par arrêté des consuls le 3 mai 1800), maréchal de l'Empire (29 floréal an XII : 19 mai 1804), 1er prince de Sievers et de l'Empire (décret signé de Napoléon Ier à Tilsit le 30 juin 1807), 1er duc de Montebello et de l'Empire (15 juin 1808), grand aigle de la Légion d'honneur (2 février 1805, chef de la 9e cohorte), commandeur de l'ordre de la Couronne de fer (25 février 1806), Grand-croix des ordres du Christ de Portugal (1805) et de Saint-Henri de Saxe, Chevalier de l'ordre de Saint-André de Russie (1808), De sinople, à une épée haute d'or ; au chef des ducs de l'Empire brochant., |
|        | Auguste Frédéric Louis Viesse de Marmont (20 juillet 1774 - Châtillon-sur-Seine ✝ 22 mars 1852 - Venise), général de brigade (16 juillet 1798), général de division (9 septembre 1800), maréchal de l'Empire (12 juillet 1809), duc de Raguse et de l'Empire (28 juin 1808), légionnaire (9 vendémiaire an XII : 2 octobre 1803), puis grand officier (25 prairial an XII : 14 juin 1804), puis grand aigle de la Légion d'honneur (13 pluviôse an XIII : 2 février 1805), commandeur de l'ordre royal de la Couronne de fer (royaume d'Italie (1805-1814), prairial an XIII (1805)), chevalier (1er juin 1814), puis commandeur (3 mai 1816), puis grand-croix de l'ordre royal et militaire de Saint-Louis (24 août 1820), chevalier-commandeur de l'ordre du Saint-Esprit (30 septembre 1820), chevalier de l'ordre de l'Aigle d'or de Wurtemberg (28 février 1806), commandeur de l'ordre impérial de la Couronne de fer (empire d'Autriche, 18 novembre 1817), pair de France (4 juin 1814, duc et pair le 31 août 1817), Écartelé : 1 et 4, d'argent, à trois bandes de gueules ; 2, d'or, à l'étendard de gueules, à la croix d'argent, posée en bande, la trable de sable ; 3, parti : a, d'azur, à la croix de Lorraine d'or ; b, de gueules, à l'épée flamboyante en pal d'argent ; au chef des ducs de l'Empire brochant. Supports: deux léopards lionnés. Devise: PATRIAE TOTUS ET UBIQUE,. |
|        | Jean-Andoche Junot (24 septembre 1771 - Bussy-le-Grand ✝ 29 juillet 1813 - Montbard), général de brigade (à titre provisoire en janvier 1799, confirmé par arrêté du Premier Consul le 8 thermidor an VIII (27 juillet 1800)), général de division (29 brumaire an X (20 novembre 1801)), 1er duc d'Abrantès et de l'Empire (lettres patentes du 15 janvier 1809), légionnaire (19 frimaire an XII : 11 décembre 1803), puis grand officier (25 prairial an XII : 14 juin 1804), puis grand aigle de la Légion d'honneur (13 pluviôse an XIII : 2 février 1805), commandant de l’ordre de la Couronne de fer, grand-croix des ordres du Christ de Portugal et de Saint-Henri de Saxe, Écartelé : au premier de sable à trois corbeaux et à trois étoiles, le tout d'argent, les corbeaux posés un, deux, les étoiles deux et une ; au deuxième d'azur au palmier d'or, soutenu d'un croissant d'argent ; au troisième d'azur au vaisseau à trois mâts d'or, soutenu d'une mer d'argent ; au quatrième de sable au lion rampant d'or, tenant de sa dextre une épée haute d'argent ; au chef des ducs de l'Empire brochant., |
|        | Louis Gabriel Suchet (2 mars 1770 - Lyon ✝ 3 janvier 1826 - Marseille), général de brigade (3 germinal an VI (23 mars 1798)), général de division (22 messidor an VII (10 juillet 1799)), maréchal de l'Empire (8 juillet 1811), 1er comte Suchet et de l'Empire (19 mars 1808, lettres patentes du 24 juin 1808), 1er duc d'Albufera et de l'Empire (11 janvier 1813), légionnaire (19 frimaire an XII : 11 décembre 1803), puis grand officier (25 prairial an XII : 14 juin 1804), puis grand aigle de la Légion d'honneur (8 février 1806, confirmé grand-croix de l'ordre royal de la Légion d'honneur le 16 août 1816), chevalier de l'ordre de la Couronne de fer (23 décembre 1807), commandeur de Saint-Louis (24 septembre 1814), chevalier de l'ordre du Saint-Esprit, commandeur de l'ordre de Saint-Henri de Saxe (22 septembre 1808), pair de France (4 juin 1814, 2 juin 1815 (Cent-Jours), révoqué le 24 juillet 1815, réintégré par lettres patentes du 5 mars 1819, duc et pair avec dispense de majorat par autres lettres du 9 novembre 1824), - - Armes du 1er comte Suchet et de l'Empire : Coupé, au 1, parti, du quartier des comtes militaires de l'Empire et d'or à un demi-vol d'aigle renversé de sable ; au 2 de gueules au pont d'or, sommé d'un lion passant du même tenant de la patte dextre un rinceau de grenadier d'or., - Armes du duc d'Albufera et de l'Empire : Parti de trois traits, coupé d'un autre, qui fait huit quartiers : au 1, d'or, à quatre vergettes de gueules, à trois fers de pique d'argent, 2 et 1, brochant sur le tout; au 2, d'argent, à une tour sommée de trois tourelles de sable; au 3, contre-écartelé, de gueules à une tour de sable, et d'or à un arbre de sinople; au 4, d'argent, à trois pals ondés d'azur; au 5, d'azur, à une galère d'argent de six rames, surmontée des lettres S A G, et acc. en pointe d'un dauphin et d'une coquille d'argent; au 6, d'or, à quatre vergettes de gueules, et un lis d'argent, brochant sur le tout; au 7, d'azur, à une tour sommée de trois tourelles de sable, sur une terrasse de sinople; au 8, d'or, à cinq étoiles d'azur, 2, 1 et 2. Sur le tout: coupé, au 1, parti, à dextre, d'azur à une épée d'argent, montée d'or; à sénestre, d'or à un demi-vol d'aigle renversé de sable; au 2 de gueules au pont d'or, sommé d'un lion passant du même tenant de la patte dextre un rinceau de grenadier d'or. Au chef des ducs de l'Empire brochant. Supports: deux léopards lionnés,. |
|        | Jean-Baptiste Girard (21 février 1775 - Aups † 27 juin 1815 - Paris, des suites de ses blessures reçues le 16 juin 1815 à la bataille de Ligny), général de brigade (13 novembre 1806), général de division (à titre provisoire le 20 septembre 1809, confirmé le 17 décembre de la même année), baron Girard et de l'Empire (26 octobre 1808), duc de Ligny et de l'Empire (décret impérial du 21 juin 1815), officier (14 juin 1804), puis grand officier de la Légion d'honneur (20 mai 1811), Grand-croix de l'Ordre de la Réunion (3 avril 1813), chevalier de l'ordre de la Couronne de fer, chevalier de Saint-Louis (19 juillet 1814), pair de France (2 juin 1815 : Cent-Jours), - - Armes du baron Girard et de l'Empire : D'or au rocher de sable mouvant du flanc dextre et au lion contre-rampant de gueules ; au franc-quartier des barons militaires. - Armes du duc de Ligny et de l'Empire : D'or, au lion de gueules, gravissant une montagne de sable, au chef de gueules, semé d'étoiles d'argent., |

## Autres duchés
| Figure | Nom du duc et blasonnement |
| ------ | --- |
|        | Emmerich Joseph Kämmerer von Worms, dit Emmerich de Dalberg (30 mai 1773 - Mayence † 27 avril 1833 - Château Herrnsheim, Worms), ministre plénipotentiaire du margrave de Bade à Paris (1803), conseiller d'État (14 octobre 1810), ministre d'État (sous la Restauration), duc de Dalberg et de l'Empire (14 août 1810), légionnaire (1812), puis officier (1813), puis grand-croix de la Légion d'honneur (22 juillet 1814), grand-croix de l'ordre de la Réunion (1813), pair de France (17 août 1815, Duc-pair le 31 août 1817, lettres patentes du 1er février 1817), Ecartelé : I et IV, d'azur, à six fleurs-de-lys d'argent, rangées 3 et 3 ; au chef denché de deux pièces et deux demies d'or ; II et III, d'or, à la croix ancrée de sable ; au chef des ducs de l'Empire brochant., |
|        | L'impératrice Joséphine, 1er duchesse de Navarre et de l'Empire (lettres patentes du 9 avril 1810), avec clause de reversion pour son fils Eugène de Beauharnais, Ecartelé, au premier : D’azur à l’aigle impériale d’or, empiétant un foudre du même, au deuxième et troisième : d'argent à la fasce de sable surmontée de trois merlettes du même (Armes des Beauharnais) et au quatrième : d'or à trois pals de sinople |
|        | Denis Decrès (18 juin 1761 - Châteauvillain (Haute-Marne) ✝ 7 décembre 1820 - Paris), contre-amiral (12 avril 1798), vice-amiral (France) (30 mai 1804), préfet maritime de Lorient (30 septembre 1800 - 22 juin 1801), ministre de la Marine (1801-1814, 20 mars 1815 - 22 juin 1815 (Cent-Jours)), grand officier de l'Empire (1806-1814), comte de l'Empire (4 juillet 1808), duc Decrès et de l'Empire (28 avril 1813), grand officier (14 juin 1804, et chef de la 10e cohorte), puis grand aigle de la Légion d'honneur (2 mai 1805), chevalier de Saint-Louis (3 juin 1814), pair de France (2 juin 1815 (Cent-Jours)), - - Armes de comte de l'Empire : D'azur, à trois croissants d'argent, à une ancre d'or brochante, au canton des Comtes Ministres brochant. - Armes de Duc de l'Empire : D'azur, à trois croissants d'argent, et une ancre d'or, brochant sur le croissant en pointe, au chef de gueules, semé d'étoiles d'argent., |